# ساتي ماجد
ساتي ماجد (1883 - 1963). داعية إسلامي سوداني، لقب بشيخ الإسلام في أمريكا الشمالية.

## مولده ونشأته

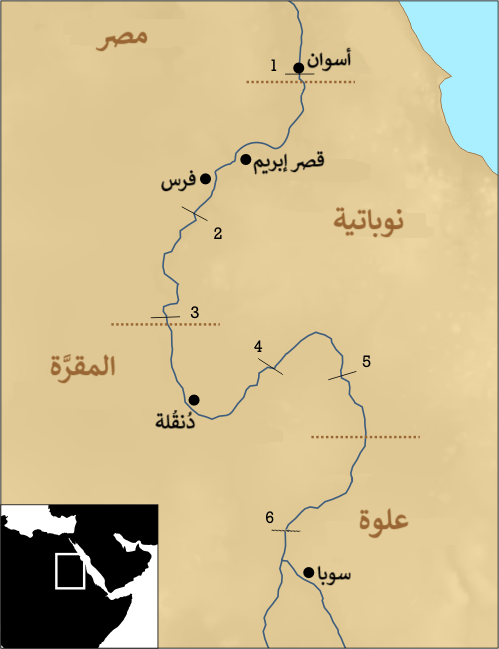
خريطة تاريخية لمنطقة دنقلا العجوز في عصر النوبة المسيحية

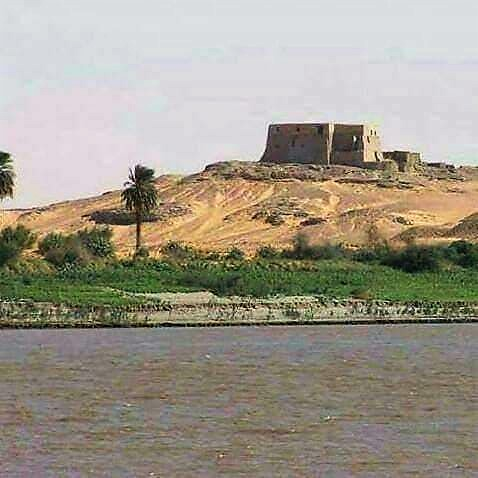
المسجد التاريخي بمنطقة دنقلا العجوز مسقط رأس ساتي ماجد.

هو ساتي ماجد (ساتي محمد) (محمد صالح) (ساتي حسين) سوار الذهب، وُلِد في قرية القدار التي تقع على الضفة الشرقية للنيل بدنقلا العجوز بالسودان، عام 1883م من أسرة آل سوار الذهب المعروفة بمكانتها الدينية في المنطقة حيت توارث أحفادها القضاء وفقه علوم الدين. بدأ ساتي ماجد مسيرته الدينية في خلوة الشيخ عوض بمسقط رأسه القدار، ثم أكمل حفظ القرآن ودراسة الفقه بمسيد الشيخ أحمد وديدي بقرية رومي البكري-غرب النيل- التي تبعد عن قرية القدار عدة كيلومترات.

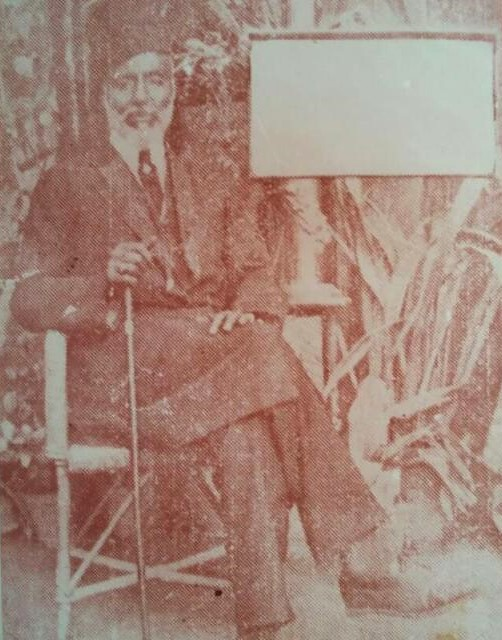
صورة شخصية للشيخ ساتي ماجد

## سفره لطلب العلم ثم الدعوة
سافر إلى مصر عام 1895م لإكمال تعليمه الديني حيث درس في الأزهر الشريف علوم وفقه الدين، وبعدها آثر التوجه صوب  المملكة المتحدة كرد فعل على الحملة الرسمية في بريطانيا ضد الإسلام والتي تمثلت خاصة في مقولة غلاستون (رئيس وزراء بريطانيا) المشهورة إننا لا نستطيع قهر المسلمين ما بقي فيهم الكعبة والمصحف. ومقولة اللورد كرومر قنصل بريطانيا في مصر (1883-1906) بأن الإسلام لا يمكن  بأي حال إصلاحه ليواكب العصر الحديث. تعرف عند وصوله إلى المملكة المتحدة على اثنين من المهاجرين، أحدهما سوداني من شمال السودان والآخر يمني  حيث قاموا بنشر الدعوة الإسلامية وتصحيح النظرة السلبية تجاه الديانة الإسلامية السمحة وأسسوا جمعية أسموها جمعية التبشير الإسلامي. كان ساتي ماجد خطيبا بليغا، وتجول في الجزر البريطانية مع رفيقيه ملقيا محاضراته الدينية والدعوية عن الإسلام، وقد شد انتباه جمهور كبير من البريطانيين وتأثروا بحديثه كثيرا ولكن لم يعرف عدد من اعتنق الإسلام على يديه في بريطانيا  في ذلك الوقت لعدم توفر المعلومات الكافية بهذا الصدد.

## هجرته إلى الولايات المتحدة الأمريكية
كانت هجرة ساتي ماجد إلى أمريكا للرد على بعض  الشبهات التي طالت الإسلام والرد  على قس إيطالي اعتاد أن ينشر مقالات  في صحيفة  نيويورك تايمز  يسئ إلى الإسلام ويرمز إليه بشكل تمساح فاتح فاه  قائلا هذا هو الدين الإسلامي الذي يأمر بأكل لحوم البشر  واستعباد  النساء،  ملمحا في كتاباته أن جميع الأنبياء أصلا من بني إسرائيل وليس للعرب أن يكون بينهم نبي أو رسول. وكانت  نسخ  منها تصل إلى السفارة العثمانية  آنذاك وبما أنه كان داعية إسلاميا  فقد آثر الرد على كل تلك الشبهات.
بدأت المراسلات بينه وبين القس الإيطالي تأخذ طابعا إعلاميا، كل يدافع عن ملته. فما كان من ساتي ماجد إلا أن شد الرحال إلى بلاد العم سام - كما يحلوا له  أن يسميها- لمواجهة القس الإيطالي ودحض افتراءاته التي يسيء فيها للإسلام والمسلمين.
غادر ساتي ماجد بريطانيا مستقلا السفينة نيوأورليانزالتي حملته إلى أمريكا في العام 1904م، مدركا حجم الصعوبات التي ستواجهه.
بمجرد أن وطئت قدم ساتي ماجد أرض أمريكا حتى أعلنت الصحافة الأمريكية استعداد الأطراف الدينية لمناظرة كبرى يدورمحورها بين الأديان الثلاثة (الإسلام والمسيحية واليهودية)، وفي شكلها العام هي حث الناس على الرجوع للرب والتحلي بالأخلاق الحسنة  والبعد عن الفساد، ولكن حقيقتها الجوهرية للإمام هي الرد على الشبهات التي طالت الإسلام وتعريف الناس به.
ديترويت كانت أول مدينة أمريكية  يبدأ منها رسالته الدينية فعند وصوله إلى أمريكا قدم ساتي ماجد مقالا إلى الجريدة التي كانت تنشر للقس ولكنها رفضت النشر ضده فما كان من ساتي ماجد إلا أن رفع قضية للمحكمة في نيويورك طلب إلزام الجريدة بنشر مقالاته في العمود الذي كانت تنشر فيه مطاعن القس أو الحكم له بمبلغ مائتي ألف دولار رد شرف نظيرالتشهير بالإسلام والحط  من كرامة الشرقيين فحكمت المحكمة بنشر مقالاته  في العمود الذي اعتادت أن تنشر به مطاعن القس الإيطالي، غيرأن الصحيفة لم تمكنه  من نشر حججه بالطريقة التي خطط لها فلجأ لاحقا بعد استقطابه لعدد من المسلمين الجدد إلى وسيلة أخرى بتكوين عدد من الجمعيات الخيرية الإسلامية من وقت لآخر وقد تم عقد اجتماع لهذه الجمعيات في العام 1922م في ديترويت ولاية متيشجان أضافوا فيه موادا لدستور جمعياتهم عين بمقتضاها ساتي ماجد الموجه الأعلى لجمعياتهم ووكيلها في الداخل والخارج والتي سيأتي ذكرها لاحقا.
في اليوم الموعود للمناظرة استهل القس الإيطالي الحديث فبدأ بمهاجمة الإسلام وأنه  ليس له مكان في بلاد العلم والمعرفة وقال أن ما يسمى بالإسلام الذي أتى به رسولكم  العربي محمد إنما هو من صنعه ولم يتقبله حتى قومه الذين حاربوا رسالته ولم يؤمن بها إلا صغار القوم وعبيدهم وفقراؤهم، وأضاف القس أن إرادة الرب هي من اصطفت كل الأنبياء والمرسلين من بني إسرائيل ولا يجوز أن يكون من العرب نبي أو رسول،  كان القس  يتلوا خطبته هذه وسط دوي من التصفيق من أتباعه ومناصريه. هذه المقدمة الغير صحيحة عن الإسلام خلط فيها القس الحقائق وأراد أن يحط من كرامة الشرقيين والمسلمين ولم يفرق فيها  بين الإسلام والجاهلية وهو يعرف ذلك حق المعرفة. عندما جاء دور ساتي ماجد لإلقاء كلمته استهل حديثه مخاطبا القس أن نبي الله محمد صلى الله عليه وسلم  هو نبي آخر الزمان وخاتم المرسلين  وأن  الدليل  على ذلك مذكور في الإنجيل الصحيح، قائلا له:  اعلم أن سيدنا عيسى عليه السلام الذي تعبده قد ولد في بلاد الشرق التي تحط من كرامتها  وليس في أوروبا، وأن محمد صلى الله عليه وسلم واليهود هم في الأساس أبناء عمومة ويرجع نسب الرسول الكريم معهم إلى نبي الله يعقوب عليه السلام، وبما إنه آخر الأنبياء والرسل فرسالته هي لكافة الإنس والجن، وأنه جاء نذيرا وبشيرا للعالمين. كانت خطبة ساتي ماجد في هذا الجمع شاملة كاملة ووضح لهم حقيقة جوهر الإسلام وتعاليمه السمحة وأن الدين عند الله الإسلام.

## محاولة اغتياله بعد الانتهاء من مناظرته مع القس الإيطالي
انتهت المناظرة لصالح ساتي ماجد الذي لفت الأنظار إليه بحسن خطابه ورده المنطقي على القس. تجمهر كثير من  الحضور حول الشيخ كل يريد أن يحظى بالسلام عليه أو إلقاء سؤال عليه، وفي تلك الأثناء تسلل أحد الحضور وسط الزحام واقترب من ساتي ماجد وباغته  بطعنة سكين نفذ  نصلها داخل أحشائه  فسقط مضرجا في دمائه، فساد الهرج وعمت الفوضى والاضطراب المكان وتم استدعاء الإسعاف لإنقاذ حياة ساتي ماجد، وبينما هو يصارع الموت قال قولته المشهورة التي كان لها وقع السحر على جمهور الحضور(إذا وجدتم القاتل فإني عاف عنه).  بهذه الكلمات السمحة أدرك كثير من  الناس  أن الإسلام حقا هو دين تسامح وإخاء وعفو وأن هذا الرجل صادق في دعوته ولم يقل إلا قولا كريما. أدت تلك الحادثة إلى دخول كثير من الناس في دين الإسلام فكما قال ساتي ماجد بنفسه أن هذه الحادثة لعبت دورا كبيرا في دخول كثير من الناس للإسلام. نقل ساتي ماجد إلى المستشفى لإنقاذ حياته وهو فاقد الوعي تماما، حيث  مكث بالمستشفى حتى تعافى وقد زاره جمع غفير من الناس للاطمئنان عليه.

## مسيرته الدعوية في المجتمع الأمريكي
بعد خروجه من المستشفى وتماثله للشفاء، أحس بمسؤولية كبيرة تجاه نشر دعوته فبدأ مسيرته الدعوية في إلقاء محاضرات دينية تعريفية للناس بماهية الإسلام. بدأ كثير من الناس الذين يتابعون محاضراته يتقبلونها  ويستحسنون إجاباته على أسئلتهم، وقد لاقت دعوته إقبالا كبيرا خاصة من قبل جمهورالسود الفقراء والأقليات العرقية الأخرى. أسلمت كثير من النساء من مختلف الأعراق والطبقات الاجتماعية سودا  وبيضا، غير أن دخول امرأة بيضاء من طبقة اجتماعية راقية في المجتمع الأمريكي تسمى السيدة ميري وليم الإسلام وقد سماها ساتي ماجد ب (صديقة النساء) في لقاء أجري معه بصحيفة البلاغ المصرية في العام 1935م بتاريخ 14 أغسطس كان له صدى واسعا في الصحافة  و الشارع الأمريكي كما كان له وقع السحر في نفس ساتي ماجد وأتباعه. كانت السيدة ميري وليم مواطنة أمريكية صالحة ترى أن تعاليم الدين الإسلامي وما يدعوا له من أخلاق وقيم   نبيلة هي التي تؤمن بها وتبحث عنها وقد وجدتها  في الإسلام، حيث أفادت بأنها حرة في ما تعتقد وتؤمن به كما أن الآخرون أحرارفيما يعتنقون.
أصبحت الدعوة لدين الله تتوسع في أمريكا وخرج بها ساتي ماجد من نطاق ديترويت متجولا إلى مدن أخرى منها نيويورك وكل مدن الشرق الأمريكي تقريبا، فطاف كثيرا من المدن والقرى وقد سبقته شهرته إليها بما اتصف به من صلاح وتقوى وتسامح والكل في مخيلته عفوه عمن حاول قتله مما أزال كثيرا من العقبات التي كانت تقف في طريق دعوته للإسلام  وأيضا  احترام أعدائه له  رغم تربصهم  بمسيرته الدعوية  الناجحة ومحاولتهم  وقف انتشارها.

## أعماله ومشاريعه الخيرية
- إنشاء أول مسجد في ديترويت للمسلمين: بدأ ساتي ماجد  يفكر في إنشاء مسجد يضم جماعة المسلمين الذين يتزايدون كل يوم، فبادر بإنشاء الجمعية الخيرية الإسلامية في ديترويت فكان أول عمل قامت به هو نجاحها في بناء  أول مسجد  يضم جماعة المسلمين بالقرب من مصنع هنري فورد لصناعة السيارات وأقيمت فيه أول صلاة جمعة حضرها كثيرمن المسلمين بمختلف أعراقهم وطبقاتهم الاجتماعية بيضا وسودا  نساء ورجال. ركز ساتي ماجد في خطبته يوم الجمعة على  أن جميع الناس سواسية كأسنان المشط مذكرا  بحديث الرسول صلى الله عليه وسلم بأن (لا فضل لعربي على عجمى ولا أعجمي على عربي ولا أحمر على أسود ولا أسود على أحمر إلا بالتقوى)، وأن الإسلام لا يلتفت إلى الفوارق في اللون والجنس والنسب فالناس  كلهم لآدم وآدم خلق من تراب، فكان لهذه الخطبة وقعها في نفوس المسلمين  الجدد الذين أفادوا ساتي ماجد أن حياتهم قد تغيرت وأنهم ولدوا من جديد  بعد اعتناقهم للإسلام، وأنهم أصبحوا يشكلون مجتمعا إسلاميا قائما على  التعاضد والتكافل والمساواة.
- إنشاء أول مقبرة لدفن موتى المسلمين: وحدث أن توفي أحد المسلمين في ولاية متشجان فرأى ساتي ماجد ضرورة شراء قطعة من الأرض وتخصيصها  لدفن موتى المسلمين وقد تم تنفيد هذه الفكرة بتجميع مبلغ وقدره 4294 دولارا ثمنا للقطعة في مساحة فدان ونصف الفدان لدفن موتى المسلمين فيها.
- إنشاؤه لجمعيات خيرية ساهمت في بناء المجتمع الأمريكي المسلم: لعبت الجمعيات التي تم إنشاؤها  في تقوية أواصر علاقات المسلمين الأمريكان في شتى مناحي الحياة ومساعدة الفقراء والمساكين في تيسير  سبل  حياتهم المعيشية وتخصيص صندوق مالي  مخصص للزكاة يصرف منه للمحتاجين والمعوزين من أبناء المسلمين. كما بادر بإنشاء هيئة إسلامية في عام 1908م مهمتها المساهمة في نشر الدعوة  الإسلامية.   تم تكوين اتحاد إسلامي عام تتفرع منه مؤسسات وجمعيات خيرية تساهم في نهضة الجماعة الإسلامية الجديدة في مختلف أوجه الحياة. استجابت الحكومة الأمريكية لجميع مطالبه فاستخرجت له التصاريح الخاصة بذلك ومنحته الأرض ليقيم عليها  تلك المشاريع فقد وجدت أن هذه الأعمال ستساعد كثيرا  في خدمة  المجتمع  المدني بصفة عامة  بل وشجعت عليها مما سهل من مهمته. بدأ ساتي ماجد بحث المسلمين الجدد بجمع التبرعات المالية من مختلف قطاعات المجتمع وأفراده والذين بدورهم  استجابوا بحماس كبير  للفكرة ونجحوا في  جمع مبالغ مالية كببرة استطاعوا بها حل كثير من  التحديات التي واجهتهم كبناء وترميم  المساجد والمدارس وتأهيل أبناء الفقراء منهم لإكمال تعليمهم العالي، وتسهيل تنقلات الدعاة  بين الولايات  لنشر الدعوة الإسلامية  وطباعة الكتب الدينية والمجلات  الثقافية للتعريف بالإسلام وسيرة الرسول صلى الله عليه وسلم  و السلف الصالح من الصحابة والتابعين ومساعدة المرضى في تلقي العلاج وتوفير الدواء اللازم للمحتاجين	وغيرها من المناشط الخيرية التي تخدم مصالح المسلمين عامة. وما هي إلا سنوات قليلة حتى ظهرت بصمات ساتي ماجد  واضحة ليس في المجتمع المسلم فحسب بل في قطاع كبير من  المجتمع الأمريكي بصفة عامة. وهذا بدوره أزال كثير من الفوارق العنصرية التي كانت تمارس في المجتمع وأصبح الإنسان المسلم في أمريكا يشعر بكينونته وأن وراءه مجتمع  متعاضد  يقف بجانبه عند الشدائد.
- أعماله الإنسانية خارج الولايات المتحدة الأمريكية: شعر ساتي ماجد أن أعماله لا بد أن تطال الدول العربية والإسلامية بل والعالم  بأسره خاصة أن الأحداث العالمية  كانت تدور رحاها آنذاك، مما جعله يكثف مراسلاته مع كثير من سفرائها ومع الجاليات والأقليات المسلمة المستضعفة  حول العالم  التي تحمست للتعاون معه وتعمقت علاقاته مع كثير منهم فكانت ثمرة هذا العمل النبيل  أن بادر  في طرح فكرة  إنشاء جمعية الهلال الأحمر بأمريكا حين كتب للحكومة التركية طالبا منها إنشاء مكتب للهلال الأحمر بأمريكا، كما أن الجمعيات الأخرى التي أنشأها لعبت دورا فاعلا في التصدي لكل أنماط الظلم والعدوان التي كانت تعاني منها تلك البلاد المستضعفة،  فبادر بنصرة إخوانه المجاهدين  في ليبيا وفك أسرهم  من سجون  الاستعمار الإيطالي وعلاج الجرحى والأسرى والمنكوبين منهم، كما نجحت مبادرته في لم شمل السوريين واللبنانيين والأتراك من مسلمين ومسيحين لدعم المدرعة رشاد التي كانت الدولة العثمانية تبنيها وقتئذ في بريطانيا وقد تمكنوا من جمع مبلغ كبير ساهم في بنائها وعند قيام الحرب العالمية الأولى استولت عليها الحكومة البريطانية. كما قامت هذه الجمعيات بمساعدة منكوبي  الحرب في الدولة العثمانية عند قيام الحرب العالمية الأولى فقامت بالدعم المطلوب على أساس أن يتبرع كل مسلم عن أجر أربعة أيام أسبوعيا من راتبه فكانت قيمة ما تم جمعه من تبرع أكثر من ربع مليون دولار. كما عملت هذه الجمعية على مساعدة المنكوبين الذين  تضرروا من جراء حرب البلقان التي نشبت في العام 1912م. كذلك كان لها  نصيب الأسد في دعم المقاومة المصرية ضد الاحتلال الإنجليزي بشجب واستنكار  ما يقترفه الجنود البريطانيين من تنكيل وتعذيب بالمصريين.   كما قام بإرسال احتجاج إلى عصبة الأمم المتحدة عند اعتقال السلطات البريطانية  لسعد زغلول ونفيه  إلى جزر سيشل. كما عمل على مراسلة بعض سفراء الدول الغربية بشأن الغبن وشظف العيش الذي عاناه بعض المسلمين في أمريكا، وقام أيضا   بمخاطبة السفير البريطاني في أمريكا باسم الإنسانية والإيفاء بمسئولية بريطانيا تجاه رعايا أمة تقع تحت حمايتها، فقد التمس  من السفير التدخل العاجل لتوظيف عدد من البحارة اليمنيين العاطلين عن العمل في السفن البريطانية ورد السفير برسالة مجاملة قال فيها إنه سيبذل قصارى جهده متى ما سمحت اللوائح بذلك، ثم رسالة أخرى من السفيريفيد فيها بعدم استطاعته تقديم أي مساعدات لهم ونصح أن يقوموا بتقديم طلبات إلى الجمعيات الخيرية لتلبية طلباتهم. وعلى هذا النمط أرسل رسالة أخرى إلى السفير الفرنسي دعاه فيها لمساعدة حوالي ثلاثمائة من السوريين المقيمين في نيويورك للعودة إلى بلادهم. كذلك خاطب ساتي ماجد كثير من  دول الاستكبارأن تسحب جيوشها من البلدان التي تحتلها ومنحها حريتها واستقلالها.

## من أطلق عليه لقب شيخ الإسلام  في أمريكا
في الحديث الدائر عمن أطلق عليه لقب شيخ الإسلام بأمريكا  هل الحكومة أم الشعب وضح الأستاذ عبد الحميد محمد أحمد مؤلف كتاب شياخة الإسلام بأمريكا   والذي ورد في  معرض حديثه إن مصادر اللقب لم تخرج عن الدائرة الأمريكية حكومة وشعبا وهي التي  ابتدر بها نقاشه  مع المؤرخ محمد عبد الرحيم وقد اجتمعتا علي صيغة واحدة تجاه ساتي ماجد الداعية فصاغتا هذا اللقب معا وألبستاه  تاجا ذهبيا. بعد إنجازاته العظيمة والدور الفاعل  الذي  لعبه ساتي ماجد، ليس في أمريكا فحسب بل في كثير من أنحاء العالم لم تتوان الحكومة الأمريكية في منحه لقب (شيخ الإسلام في أمريكا).

## مواجهته لناشطين أمريكان وتصحيح المفاهيم الخاطئة التي نسبت للإسلام
- سعى إلى تصحيح كثير من الأفكار التي تتبناها بعض الطوائف الدينية  كالقاديانية والبهائية والتي زاد نشاط أكثرها بعد مغادرته لأمريكا.
- مدعي النبوة  نوبل درو علي ( Noble Drew Ali ) (1/8 /1886-20/7/1929): المصدر الوحيد لهذه المواجهة هو ما دون بدار الوثائق القومية بالخرطوم ويقول فيه  ساتي ماجد بأن انتشارالدعوة الإسلامية قد لاقى نجاحا منقطع النظير في أمريكا مما أثار حفيظة المتعصبين أعداء الإسلام الذين لجؤوا إلى سلاح آخر تمثل في بث الدعوات المشككة في خاتمية الرسالة المحمدية وأخطرها هي نظرته في فتنة نوبل دروعلي الذي ادعى النبوة وصنف مجلدا سماه القرآن المقدس، وقد حاول ساتي ماجد ثنيه عن فكره ولكن تعنت نوبل دروعلي وتمسكه بفكره وقف حائلا دون ذلك، وأخيرا رفع  ساتي ماجد  شكوى لدى حكومة الولايات المتحدة يشتكيه فيها على  خروجه عن ملة الإسلام ولكن كان رد الحكومة الأمريكية تعجيزيا له إذ طلبت منه إحضار فتوى من جهة علمية إسلامية معترف بها لتدحض وتكفر فكره فما كان منه إلا شد الرحال إلى مصر في 31 يناير 1929م  سعيا لإصدار  فتوى من الأزهر الشريف الذي سبق وأن درس فيه.

## محاولته إصدار الفتوى التي تكفر نوبل درو علي من الأزهر الشريف بمصر
استفتى ساتي ماجد عدد من المشايخ الإسلامية نذكر منها مفتي الديار المصرية وشيخ الأزهر الشريف والمسجد الأقصى والمعهد العلمي بالسودان وعلماء الحرمين الشريفين وعلماء شرق الأردن وعلماء آخرون من المغرب والجزائر وشمال أفريقيا وعلماء  تركيا  وبإكستان وأفغانستان. وقد جاءت فتاوى هؤلاء جميعا مؤكدة بطلان هذه الدعوى، ولكنه لم يحصل على الفتوى رسميا التي تكفر نوبل درو علي بل حصل عليها شفهيا في بداية الأمر وأرجع ساتي ماجد ذلك في لقاء صحفي في جريدة البلاغ المصرية بتاريخ 14 أغسطس 1935م إلى أسباب تتعلق بالوضع الديني في أمريكا والصراع الشرس بين جماعة نوبل دروعلي الذين يحاولون بث  أفكارهم الباطلة على جماعة المسلمين فقد أدى ذلك الوضع الحرج بين تلك الجماعات الإسلامية  إلى مخاطبة الحكومة الأمريكية لمصر بعدم إصدار فتوى ضد نوبل درو علي حتى لا تتسبب في مزيد  من الاضطراب وخوف الحكومة الأمريكية من تزايد أعداد جماعة ساتي ماجد. تحصل ساتي ماجد على الفتوى من الأزهر الشريف التي أجازت تكفير نوبل دروعلي في العام 1930م  بعد وفاته بتاريخ 29/7/1929م. بعد حصوله على الفتوى من الأزهرالشريف عزم ساتي ماجد العودة إلى أمريكا لمواصلة نشر الدعوة الإسلامية وتقديم الفتوى التي أصدرت  إلى الحكومة الأمريكية. إلا أن أسبابا خفية حالت دون عودته إلى أمريكا وقد عزى ساتي ماجد ذلك   إلى خوف الحكومة الأمريكية من تأثير دعوته على الناس وخاصة ما عرفه الناس عنه من سماحة وعدالة وعفو في نهجه للدعوة للإسلام،  فأوعزت إلى الحكومة المصرية بعدم منحه تأشيرة العودة إلى أمريكا بمعنى إن حكومة الولايات المتحدة قد اتخذت قرار نفى ساتي ماجد بعيدا عن أراضيها تحسبا لعواقب تخشاها من وجوده  بأمريكا وما قد يحدثه من التغيرات الدينية والمفاهيم  الاجتماعية التي لم يعتد عليها شعب وحكومة العم سام.
تأثيره على زعيم أمة الإسلام إليجا محمد  (Elijah Mohummed)
ادعى إليجا محمد أنه وريث نوبل دروعلي في النبوة وأسس ما سماه (بأمة الإسلام ) التي انحرفت انحرافا شاذا عن جوهر الإسلام رغم ادعائه بأنه مسلم ويؤمن بجميع الكتب السماوية التي أنزلها الله. أما علاقته بالإمام فقد استمدها من تأثره بنهج الإسلام المتسامح والعادل التي استقاها منه وإعجابه به وجعله المثل الأعلى له في القيم والمثل والتسامح كباقي القادة السود وغيرهم من أبناء المجتمع الأمريكي الذين يضعون مرشدهم الأعلى ساتي ماجد في مرتبة المربي الأعظم. كان  إليجا محمد يخاطبه في مراسلاته دائما بلقب الوالد الأعظم أو المربي الأعظم ويعتبر إليجا محمد  إن ساتي ماجد بإسهاماته ونضاله وجهاده في سبيل نشر  الدعوة الإسلامية ونجاحه في دمج السود تحت مظلة الإسلام الواحدة وتوحيد كلمتهم وإنقاذهم من التخلف والجهل وإيجاد كينونة لهم وسط المجتمع الأمريكي كل تلك الإسهامات كان يرى إليجا محمد بأنها قد أحدثت نقلة نوعية غير عادية في المجتمع  الأمريكي وسط السود. وفي رواية دكتور محمد وقيع الله التي استقاها من خطاب صادر من  ضمن وثائق الإمام والواردة في كتاب الدكتور محمد عبد الحميد محمد أحمد مؤلف كتاب شياخة الإسلام بأمريكا حيث بعد مغادرته أمريكا  ظلت المراسلات بينه وبين مريديه متواصلة وسأكتفي برسالة زعيم أمة الإسلام إليجا محمد التي ثمن فيها  إسهاماته الدعوية  حيث كتب رسالته  بتاريخ 17/ ديسمبر 1929م نصها كالآتي   : الوالد المربي ساتي ماجد  شيخ الإسلام في أمريكا سيدي من خلال هذه السطور العجلى نكتب نحن أبنائك في ظل العقيدة الإسلامية والتي زادات أعدادنا دخولا في دين الله بل وما زال عددنا يتضخم بفضل الله، تجد وفق هذه الرسالة اثنتي عشر رسالة كان من المفروض أن ترسل لك قبل هذا التاريخ من أبنائك في هذه البلاد وإن أنسى فإني لا أنسى أن أشكر لك كلماتك  الحكيمة والمفيدة التي استفدنا منها ستظل زادنا في المستقبل نأمل لقياك قريبا.
تأثيره الغير مباشر على مالكوم إكس ( مالك شباز )( 1925- 1965): كان تأثير ساتي ماجد على مالكوم إكس تاثيرا غير مباشر فقد غادر الأراضي الأمريكية إلى مصر لجلب الفتوى التي تكفر نوبل دروعلي في العام 1929م وكان عمر مالكوم إكس لم يتعدى الرابعة حينها. توجد  مجموعة من الأبحاث اهتمت بتأثير ساتي ماجد على شخصية مالكوم إكس في العقد الأخيرمن القرن العشرين ومطلع القرن الحادي والعشرين ونستشهد بما أشار إليه الدكتور محمد وقيع الله  في مقاله   إن هناك أربعة  مؤثرات أسهمت في صياغة مالكوم إكس الفكرية من بينها تأثير ساتي ماجد عليه  فكريا ودينيا بطريقة غير مباشرة وما نتج عنه من تحويل مساق العلاقات العرقية في أمريكا إلى الاتجاه الذي تسير عليه الآن بعد أن بعث في سود أمريكا الثقة في أنفسهم والاعتداد بقدراتهم، وشحذ مسيرتهم في سبيل الانعتاق والنماء الذاتي ونيل الحقوق والإسهام في تطوير المجتمع. بالإضافة إلى الورقة التي قدمها بروف حسن أحمد إبراهيم في مؤتمر الغرب بعيون غربية وحوار بروفسور أحمد صديق عثمان معه  في 18/11/1963م. أثار مالكوم إكس انتباه ساتي ماجد رغم البعد الجغرافي  وقد سعى بكل ما يملك من حكمة وحجة  في إقناع مالكوم إكس بواسطة أتباعه بتبني الإسلام السني  الصحيح والانسلاخ من نهج أليجا محمد الذي اعتنقه مالكوم إكس. ومن أجل ذلك فقد حثهم وهو بمصر  بالتقرب منه ومناصحته بالتي هي أحسن. كان مالكوم إكس يتمتع بروح مرحة  وذكاء ملفت للنظر ويجيد النقاش البناء في شتى المواضيع ويحترم الرأي الآخر وإذا وجد فيه منطقا تبناه، لذلك لم تجد جماعة ساتي ماجد مشقة في إقناعه للرجوع إلى تعاليم الإسلام الصحيحة التي استقوها من مرشدهم. زف مريدي ساتي ماجد نبأ عودة مالكوم إكس إلى حظيرة الإسلام السني  الصحيحة، ففرح ساتي ماجد  بذلك، وحمد الله كثيرا على هداية مالكوم لما يعرفه ساتي ماجد من قوة تأثير الرجل على الناس.

## وضع السود في أمريكا بعد مغادرة ساتي ماجد لها
بعد مغادرة مرشدهم ساتي ماجد أبدى المسلمون الأفارقة الأمريكان استياءهم من هيمنة المسلمين الوافدين من جنوب آسيا والشرق الأوسط على المناشط والمؤسسات الدعوية واشتكوا بصفة خاصة من عدم إدراكهم لحاجياتهم وهمومهم وتطلعاتهم بل واتهموهم بأنهم قدموا أنفسهم للمجتمع الأمريكي على أنهم بيض أو صفر وليس لهم علاقة البتة بالسود وأدى ذلك إلى حساسيات وتوتر عنصري بين الفئتين من المسلمين في أمريكا وكرد فعل مباشر لهذا التذمرانسلخ كثير من المسلمين الأفارقة الأمريكيين عن الجمعيات والمؤسسات  التي تم إنشاؤها وكونوا حركاتهم الخاصة كحركة دار الإسلام. لذا نستخلص من أوارق ومذكرات ساتي ماجد أنه ابتدع رؤية فريدة تعتبر نموذج مثالي في النشاط الدعوي الإسلامي في أمريكا تخالف المنهج الصفوي الانعزالي الذي سلكه معظم الدعاة العرب والمسلمين نحو الأفارقة الأمريكان إذ أقام علاقات وثيقة معهم وركزأغلب نشاطه الدعوي بينهم، الأمر الذي أوجد لهم كينونتهم  وهذا ما أثنى عليه البروفيسورسليمان دينق أحد الثقاة في تاريخ الدعوة الإسلامية وتطورها في أمريكا إذ تمخض عن هذا المنهج الدعوي الفريد الذي انتهجه ساتي ماجد تزايد أعداد المسلمين الأفارقة على يديه. فالتفوا من حوله معبرين عن إعجابهم به وولائهم له وجعله المثل الأعلى لهم في ميدان حياتهم  وقد حرصوا على توثيق عرى المودة والمحبة معه حتى بعد أن غادر الولايات المتحدة في عام 1929م وهذه ميزة حباه الله بها وسط جميع الحركات الإسلامية بمختلف أطيافها في الولايات المتحدة الأمريكية.

## نشاطه الدعوي والاجتماعي بمصر
وهو بمصرلم ينس أن يواظب على الدعوة ومواصلة النشاط الذي قاده إلى الغوص في مجموعات الأقباط المصرية وهؤلاء بالقطع يعرفون عن الإسلام  معايشة الكثير والوافر، ومن كان منهم بفطرته على استعداد فإن مهمة الإقناع تكون أيسرفلذلك استطاع إدخال تسع وتسعين منهم في دين الله وهو في هذا الوضع الريادي. يمكن حصر نشاطه   في مصر بعد عودته من أمريكا في إنشاء الجمعيات الخيرية والمساهمة في تأسيس بيت السودان والدعوة إلى الإسلام والبحث عن عمل يناسب السودانين المتواجدين بمصر.
أقام   في مصر حتى العام 1932م غادر  بعدها إلى وطنه الأم السودان. عاد ساتي ماجد مرة أخرى مع أسرته إلى مصر ومكث بها أكثر من عشر سنوات  ظل خلالها  يراسل أتباعه  في أمريكا ويحثهم على التمسك بحبل الله والتعاضد والتمسك بوحدتهم التي فيها قوتهم وكينونتهم وكان حريصا كل الحرص على معرفة كل شاردة وواردة عن أحوالهم ومدى ما بذلوه من سعي لدحر كل الأفكار الضالة التي تتبناها بعض الطوائف الدينية  كالقاديانية والبهائية التي زاد نشاط أكثرها بعد مغادرته لأمريكا. ترك لهم الأمر شورى لمن يخلفه في حالة عدم تمكنه من العودة إلى أمريكا. أنشأ خلال فترة إقامته بالقاهرة رابطة العالم الإسلامي وجعل  مقرها ومرجعيتها الأزهر الشريف كوعاء جامع لكل مسلمي العالم. نشط في دحض أفكار القاديانية والبهائية بمصرالتي تخالف تعاليم الإسلام الصحيحة وقد دعمه  وسانده كثير من رجال الدين هناك.

## عودته إلى وطنه الأم
استقر المقام بساتي ماجد بوطنه الأم السودان  في العام 1943 م تقريبا   وكان على رأس مستقبليه السيد/ عبد الرحمن المهدي ( زعيم حزب الأمة السوداني الأسبق)   الذي أقام له حفل تكريم كبير حضرته  كثير من الوفود الدينية والسياسية والثقافية بمختلف أطيافهم. كان نشاطه في السودان منصبا في مجال التعليم وإقامة المساجد والخلاوي والاهتمام بترقية منطقة أبناء بلده دنقلا، وأهم الإنجازات  التي حققها  كانت  في مجال التعليم مخاطبته للحاكم الإنجليزي آنذاك والذي كان يكن للإمام كل الاحترام والتقدير، فكان أن لبى طلبه بإنشاء مدرسة القولد الثانوية بدنقلا، كما قام بإنشاء حي الدناقلة ببحري لمساعدة أبناء منطقته الراغبين  في الاستقرار بالخرطوم، وإنشاء حي الشجرة بالخرطوم، وأبو سعد بأمدرمان. قامت حكومة جمهورية السودان بإدراج سيرته العطرة في كتاب المطالعة مقرر الصف الثاني الثانوي لتعريف الأجيال به. أخيرا قرر ساتي ماجد العودة إلى الجذور  واستقر ببلدته القدار وسط استقبال حافل له من أهالي المنطقة والقرى المجاورة.

## نشاطاته الخيرية في مسقط رأسه دنقلا العجوز
انتقل ساتي ماجد من الدور الأممي إلى الدور المحلي بعد عودته إلى الجذور. عمل على إنشاء جمعية زراعية للأهالي ببلدته ولم يجعل نفسه تنفيذيا وتلك من سجايا من به عفة فأشرف فقط على الجمعية. كرم ساتي ماجد من أهالي بلدته والمنطقة ونصبوه رئيسا لأسرة سجادة سوار الذهب.

## تكريمه من حكومة الولايات المتحدة الأمريكية وحكومة جمهورية السودان
تم تكريم ساتي ماجد من قبل الحكومة الأمريكية  في حفل كيبر أقيم في قاعة الصداقة بالخرطوم  بتدشين فيلم وثائقي يروي سيرته العطرة وقد  تم عرضه   في يوم 30/9/2017م تحت رعاية سفارة الولايات المتحدة الأمريكية في الخرطوم  متمثلة بحضور سفيرها وعدد من أعضاء سفارته، وفي حضور عدد  من المسؤولين السودانيين في الحكومة متمثلة في الفريق ركن عبد الرحيم محمد حسين حاكم  ولاية الخرطوم وبتشريف المشير عبد الرحمن سوار الذهب رئيس الحكومة الانتقالية الأسبق . ولفيف من أعضاء السلك الدبلوماسي ووزراء الدولة ومثقفي ووجهاء المجتمع وأسرة ساتي ماجد وجمهور كبير من الحضور. أقيم حفل التأبين برعاية شركة زين وإخراج قناة النيل الأزرق.  

## ما كتبه الغربيون عنه - باترك بوين (Patrick Bowen) أستاذ مقارن للإديان
ذكر بروفيسور باتريك بوين في كتابه الدور المحوري الذي لعبه ساتي ماجد كمبشر إسلامي  في أمريكا وأنه قد قام بتأسيس كيان إسلامي كبير في أمريكا وقام بإنشاء عدد من الجمعيات الخيرية والدينية، وأوجد واحدة من أولى الجماعات السنية القومية في الولايات المتحدة وحقق نجاحا جديرا بالاهتمام في تحويل كثير من السود المولدين بأمريكا إلى مظلة الإسلام السني. كما ذكر إن رسالة ساتي ماجد إلى الغرب  كانت  ذات أفكار ليبرالية مثل حرية الدين ونبذ العنصرية.

## خاتمة
قضى ساتي ماجد في دعوته ربع قرن كاملة لم يغادر بلادهم إلا المرة الأولى والأخيرة في يناير 1929 إلى مصر فترك وراءه إسلاما ومسلمين في كل صوب وحدب وفي كل مدينة كان له أثر وروابط وجماعات ومساجد والتف الكثيرين من أجناس العالم والمستضعفين من الزنوج الأمريكان حوله فشكلوا الأغلبية العظمى فحملوا هذا الدين حتى تربعوا على السطح فقادوا  المسيرة ومضى بهم الزمن سريعا حتى أصاب بعضهم دوار الرحلة الشاقة من نزاع وضغط وطموح وبعضهم عبر بالدين الإسلامي من مرحلة التقوى والعمل الصالح إلى الفكر المطلق والاجتهاد المنحرف فابتعد هؤلاء عن النص الشريعي وواكب ذلك ظهور طوائف القاديانية والبهائية فازداد الطين بلة حتى كان المجال واسعا للضعاف منهم بادعاء النبوة وتأليف القرآن، وكل ما هو كائن اليوم من إسلام  في أمريكا هو بلا شك من بقايا واجتهادات وصنائع ساتي ماجد.

### وفاته
فاضت روحه الطاهرة ودفن ببلدته القدار  بتاريخ 17/3/1963م بعد أن خلد اسمه في سجلات التاريخ.

## معرض صور

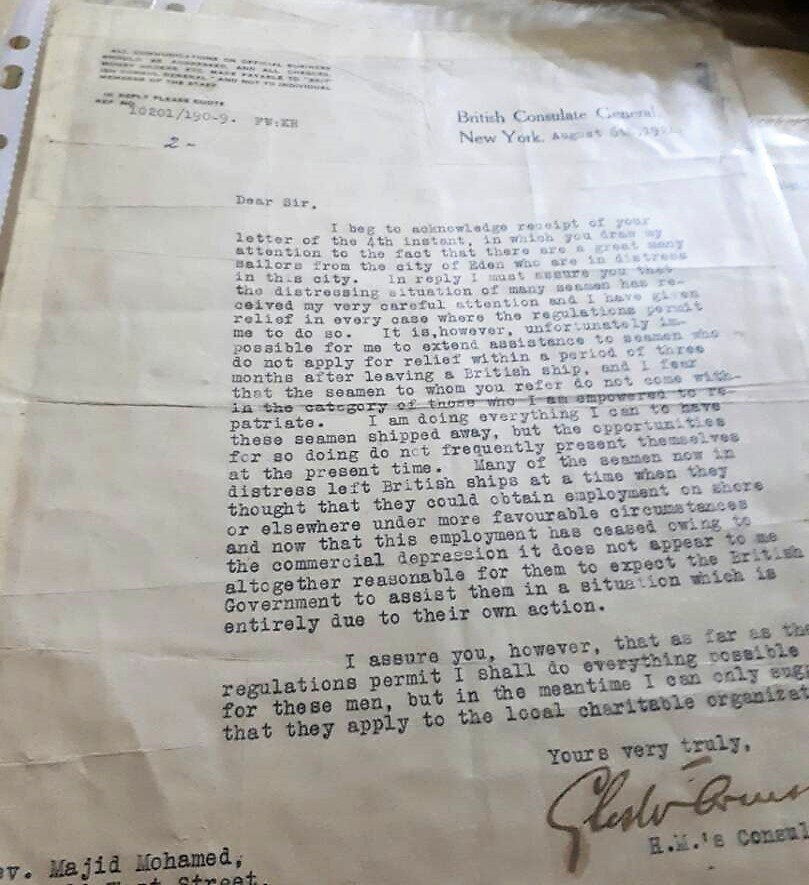
خطاب رد السفير البريطاني بالولايات المتحدة للإمام الداعية ساتي ماجد بخصوص إيجاد فرص عمل للبحارة اليمنين اللذين عملوا في السفن البريطانية الحربية
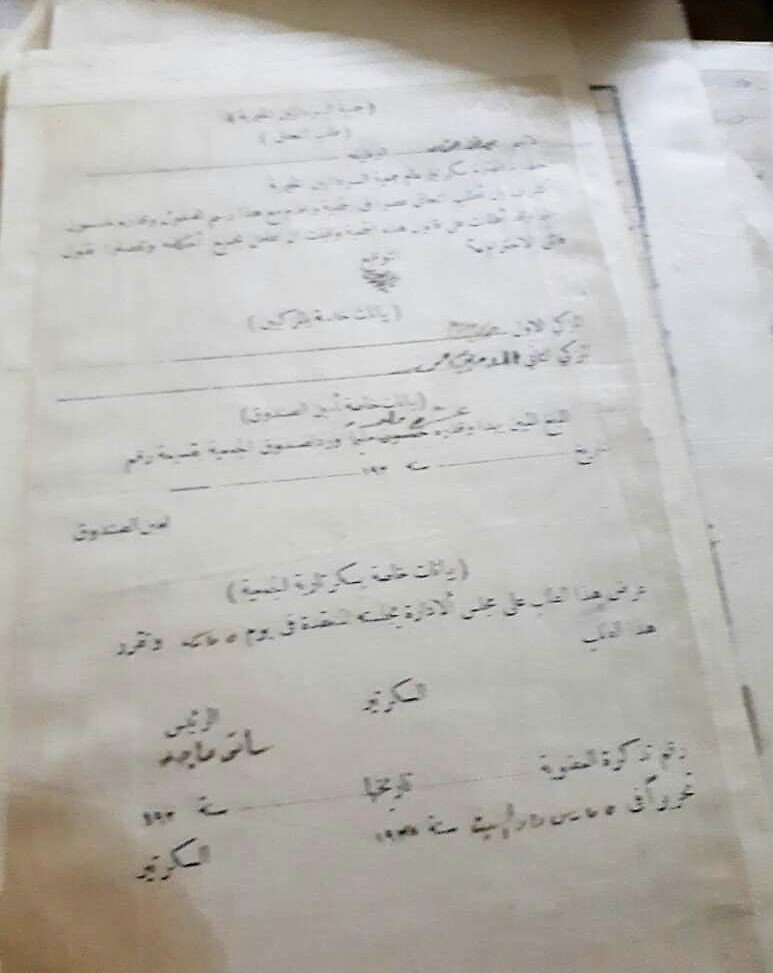
نموذج استمارة خاصة باحدى الجمعيات التي انشأها الإمام الداعية ساتي ماجد للسودانين بمصر
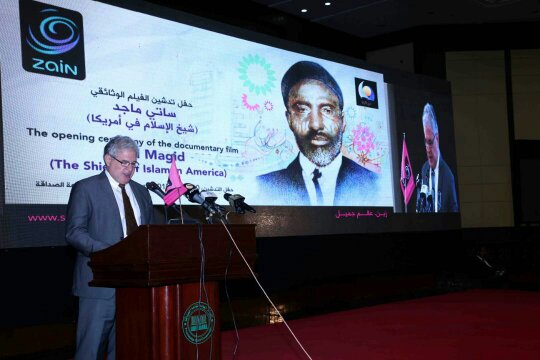
كلمة قنصل الولايات المتحدة الأمريكية في حفل تدشين الفيلم الوثائقي للإمام الداعية ساتي ماجد